# Chromosomus
Chromosomus — рід жуків родини Довгоносики (Curculionidae).

## Зовнішній вигляд
Жуки середніх та досить великих розмірів: 14.5-18.8  мм завдовжки. Основні ознаки:
- головотрубка паралельнобічна, значно більша від своєї ширини біля вершини, із серединним кілем
- основа передньоспинки напівкругла або середина заднього витягнута у виглядів кута; як і основа надкрил, густо вкрита чорними бугорцями
- надкрила тісно стикаються із передньоспинкою, плечей не мають, боки їх овальні, вкриті поздовжніми борозенками
- 1-й  членик джгутика вусиків коротший за 2-й;
- членики задніх лапок видовжені, 2-й довший за 3-й

Докладний опис морфології Chromosomus дивись, а фотографії — на.

## Спосіб життя
Майже не вивчений. Chromosomus fisheri мешкає на піщано-глинистих рівнинах та плотніших ґрунтах, де є саксаул та кураї. Імаго живляться зеленими пагонами цих рослин, а також лутиги та тамариксу. Личинка живе у ґрунті попід кущами кураю і заляльковується у земляних колисочках.

## Географічне поширення
Ареал роду охоплює Іран, Середню Азію, Казахстан

## Класифікація
Описано три види цього роду:
- Chromosomus fisheri Fåhraeus, 1842
- Chromosomus persicus Fremuth, 1987
- Chromosomus schach Faust, 1904